# Frankie Dunlop
Francis « Frankie » Dunlop, né le 6 décembre 1928 à Buffalo, État de New York et décédé le 7 juillet 2014, est un batteur de jazz américain.
Bien qu'ayant joué avec Lionel Hampton, Sonny Rollins ou Maynard Ferguson, c'est sa participation au quartet de Thelonious Monk pendant près de 4 ans qui est sa plus connue. Il laissera son jeu sur des albums comme Monk's Dream ou Criss Cross.
Son style, assez classique, trouve une autre dimension, plus aventureuse, aux côtés de Monk.

## Biographie
Il commence l'étude du piano à l'âge de 9 ans auprès de son frère aîné Boyd Lee Dunlop puis, deux ans plus tard, de la batterie. Il devient professionnel adolescent, à 13 ans ou à 16 ans.
Il rejoint le grand orchestre de Big Jay McNeely en 1951, puis joue avec Spippy Williams en 1954.
Il collabore avec Sonny Stitt, Sonny Rollins, avec l'orchestre de Maynard Ferguson de 1958 à 1960 et brièvement avec Duke Ellington.
De 1961 à 1964, il est le batteur de Thelonious Monk, auprès de qui il enregistre une dizaine d'albums, avant d'être remplacé par Ben Riley. Durant cette période, il joue sur Tijuana Moods de Charles Mingus.
À la fin des années 1960, il accompagne des comédies musicales à Broadway et joue dans divers groupes. Il joue avec Earl Hines en 1973-1974 et rejoint l'orchestre de Lionel Hampton en 1976.
Malade, il prend sa retraite en 1984. Il meurt le 7 juillet 2014.

## Discographie
Avec Charles Mingus
- Tijuana Moods (RCA, 1957, sorti en 1962)
- New Tijuana Moods (RCA, 1957, sorti en 1962)

Avec Johnny Griffin
- The Chicago Cookers (1957)

Avec Wilbur Ware
- The Chicago Sound (Riverside, 1957)

Avec Joe Zawinul
- To You with Love (1959)

Avec Herman Foster
- Have You Heard (1960)

Avec Maynard Ferguson
- A Message from Birdland (1960)

Avec Bill Barron
- The Tenor Stylings of Bill Barron (1961)

Avec Ray Crawford
- Smooth Groove (1961)

Avec Thelonious Monk
- Monk in France (Riverside, 1961)
- Thelonious Monk in Italy (Riverside, 1961, sorti en 1963)
- Monk's Dream (Columbia, 1962)
- Criss Cross (Columbia, 1962-63)
- Miles and Monk at Newport (Columbia, 1963)
- Monk in Tokyo (Columbia, 1963)
- Big Band and Quartet in Concert (Columbia, 1963)

Avec Mose Allison
- Swingin' Machine  (1962)

Avec Leo Wright
- Soul Talk  (1963)

Avec Randy Weston
- Highlife (Colpix, 1963)

Avec Sonny Rollins
- Alfie (Impulse!, 1966)

Avec Lionel Hampton
- Blues in Toulouse (1977)
- Live at the Muzeval (1978)
- Lionel (1983)
- Air Mail Special (1983)